# 何文英
何文英（1435年—？），字邦彥，廣東廣州府順德縣人，民籍，明朝政治人物。

## 生平
廣東鄉試第十九名舉人。成化十七年（1481年）中式辛丑科會試第二百十五名，三甲第一百二十四名進士。授江西浮梁县知县。

## 家族
曾祖何仲賢；祖父何昺光；父何諒，母黃氏。慈侍下。